# San José Estancia Grande
San José Estancia Grande là một đô thị thuộc bang Oaxaca, México. Năm 2005, dân số của đô thị này là 955 người.